# Робсон (гора)
Ро́бсон (англ. Mount Robson) — наивысшая точка Скалистых гор; также является и наивысшей точкой Канадских скалистых гор. Гора расположена на территории одноимённого провинциального парка в Британской Колумбии. Часто считается наивысшей точкой Британской Колумбии, однако на самом деле уступает как пику Фэруэтер (4671 м) в горах Святого Ильи, так и горной вершине Уоддингтон (4016 м) Берегового хребта.
Пик Робсона вероятнее всего был так назван в честь Колина Робертсона, торговца пушниной, который в разное время работал в Северо-Западной компании и компании Гудзонова залива в начале 19-го века. Шусвапы, наиболее давние жители этой территории, называют гору Yexyexéscen (полосатый камень), что было неверно прочитано Доусоном в 1891 году как Ю-хай-хас-кун (гора спиральной дороги).

## География
Гора Робсона выделяется удивительным вертикальным строением рельефа и возвышением над окружающей местностью. Перепад высот от озера Берг до вершины составляет 2300 м.
Северный склон сильно заснежен. Высота южного склона достигает 3000 метров от подножия до вершины. Южный склон горы отчетливо виден с шоссе Йеллоухид (Yellowhead highway) (шоссе № 16). Северный склон виден с берега озера Берг, с расстояния 19 км. Озеро имеет протяжённость около 2 км. На разных концах озера сооружены лагеря. Ледник Робсона является источником Робсон-ривер, который обтекает с северо-восточной стороны гору и в итоге впадает в реку Фрейзер.

## Маршруты подъёма
Гора Робсона имеет очень низкий процент удачных восхождений на вершину — лишь 10 % экспедиций завершились успехом. Хотя гора ниже 4000 м, легкодоступных путей на вершину нет, и плохие погодные условия останавливают большинство попыток восхождения.

## Основные маршруты
- South Face (Normal Route) IV
- Kain Face IV (назван в честь Конрада Кейна)
- Wishbone Arete IV 5.6
- Emperor Ridge V 5.6
- Emperor Face, Stump/Logan VI 5.9 A2
- Emperor Face, Cheesmond/Dick VI 5.9 A2
- Emperor Face, Infinite Patience VI WI5 M5 5.9
- Emperor Face, House-Haley M7
- North Face IV
- Fuhrer Ridge IV 5.4

## Галерея

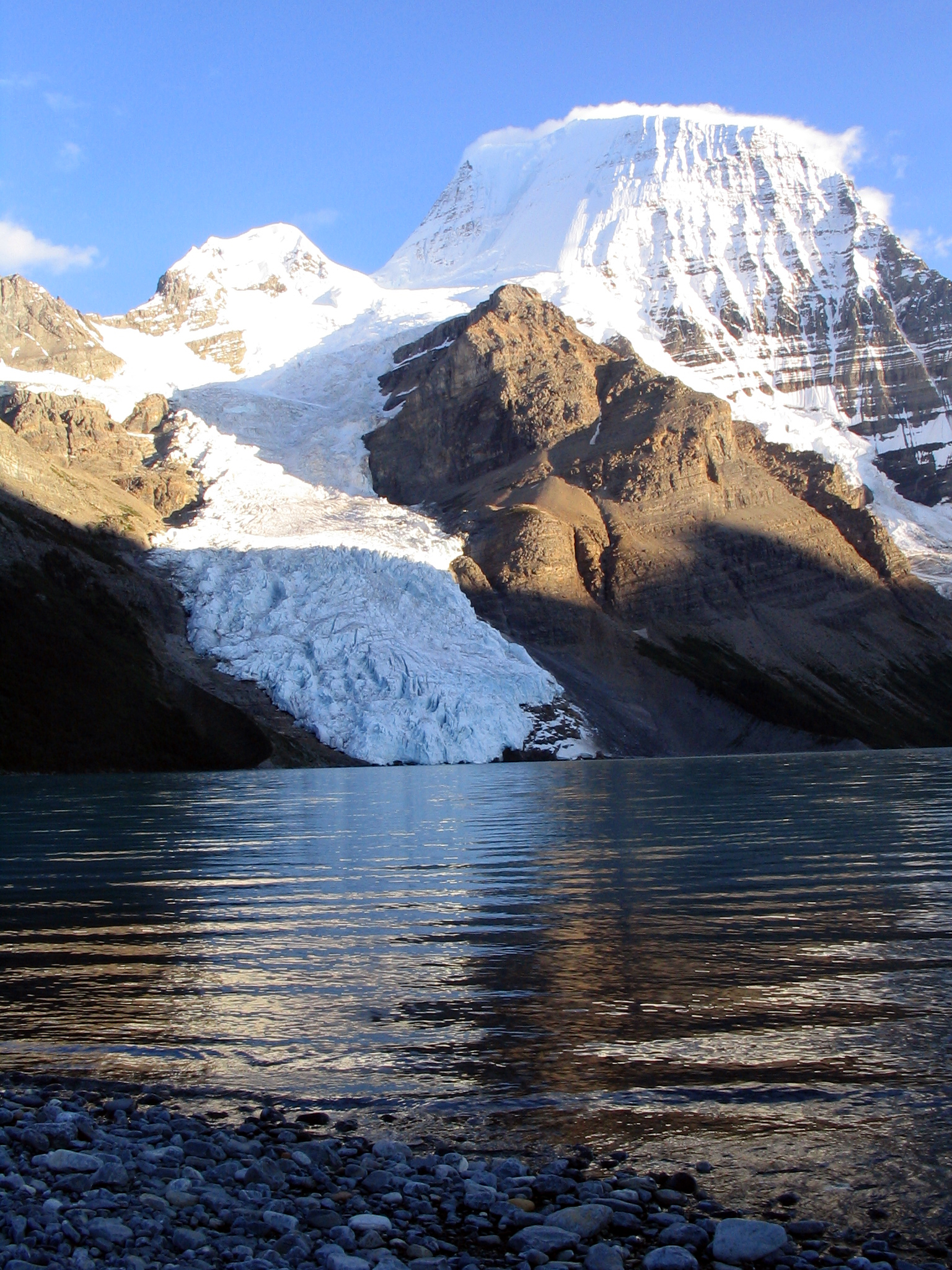
Озеро Берг и Робсон (август 2005 г.)
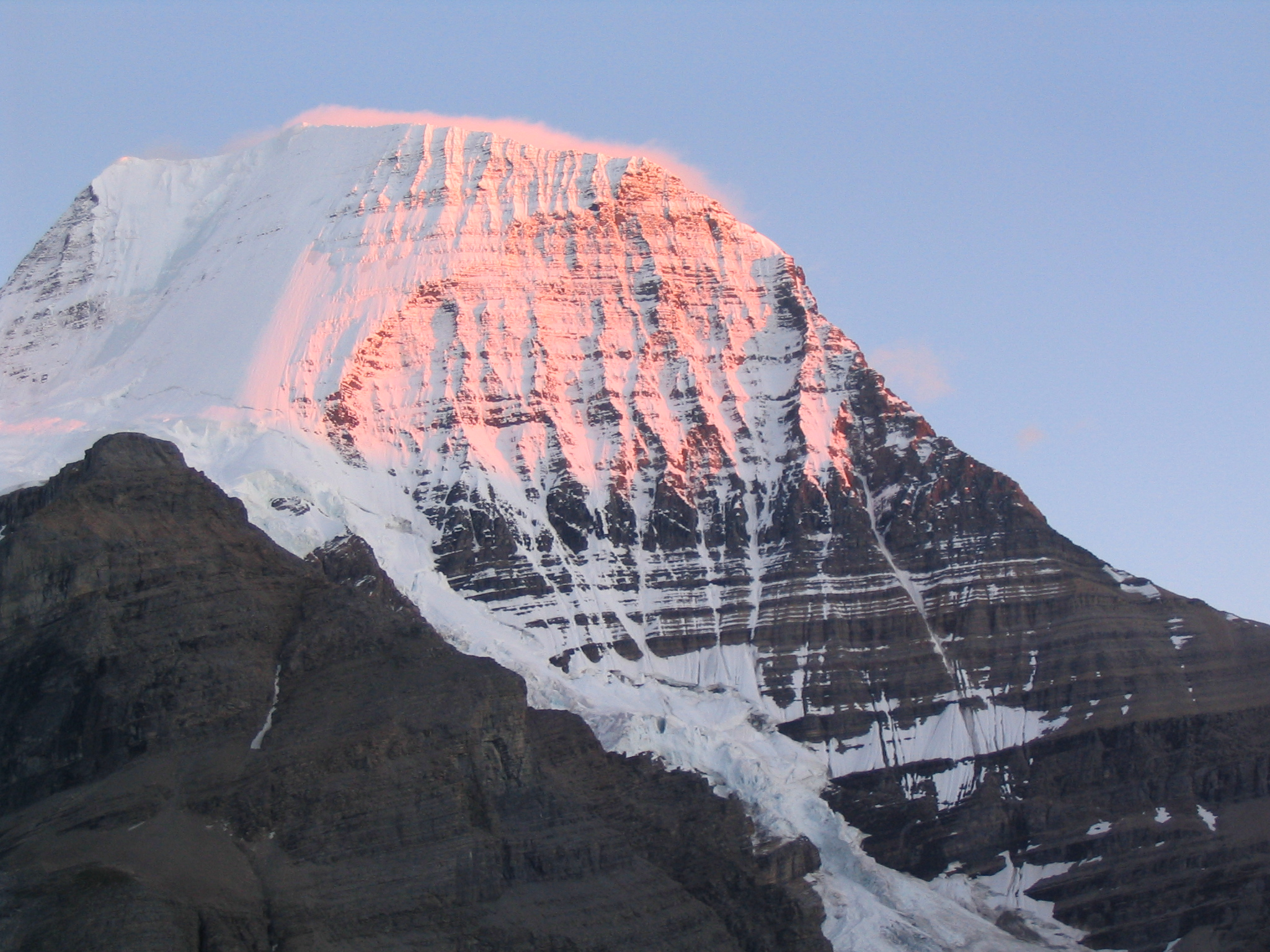
Г. Робсон (закат) (август 2005 г.)
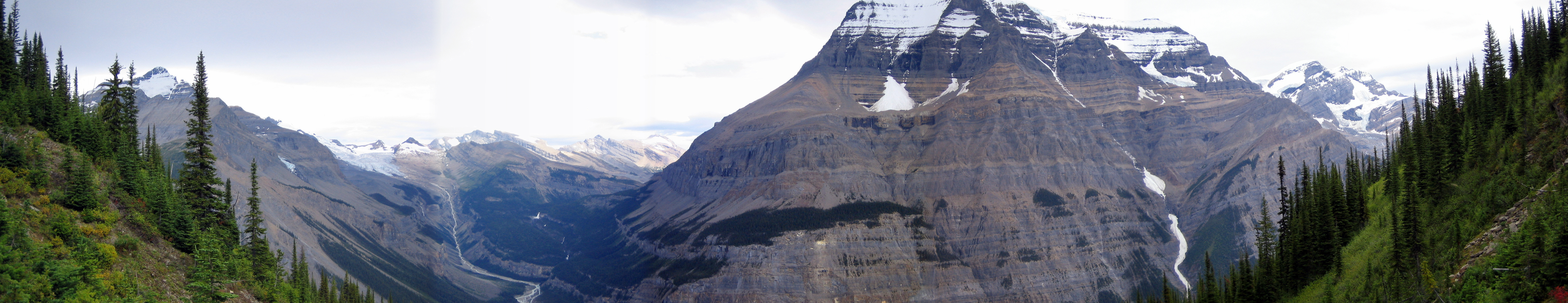
Г. Робсон (вид с северо-запада) (август 2005 г.)
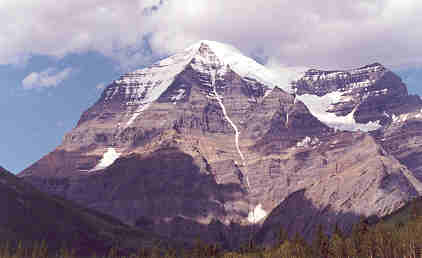
Г. Робсон (вид с юга) (июль 1992 г.)
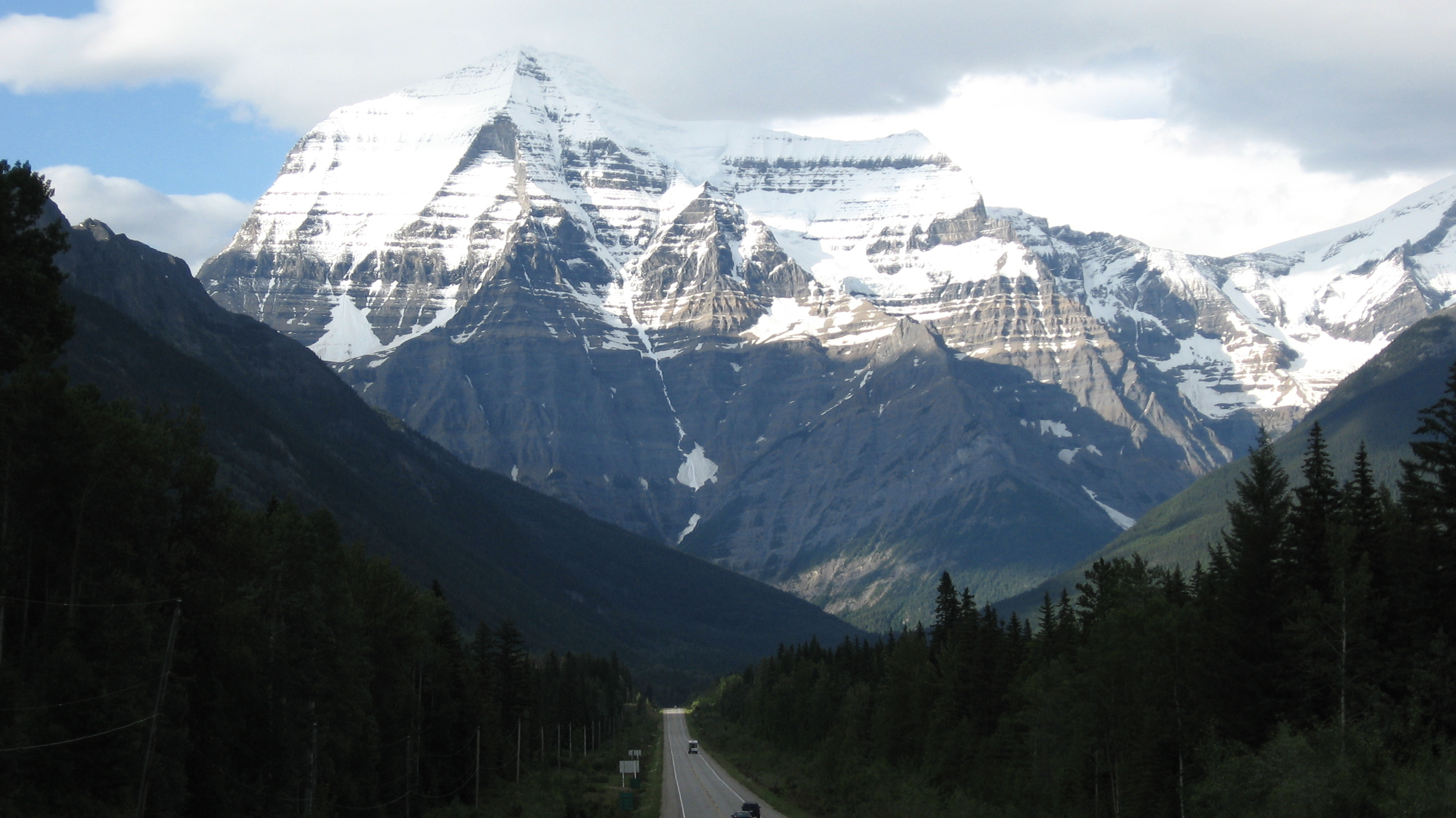
Г. Робсон
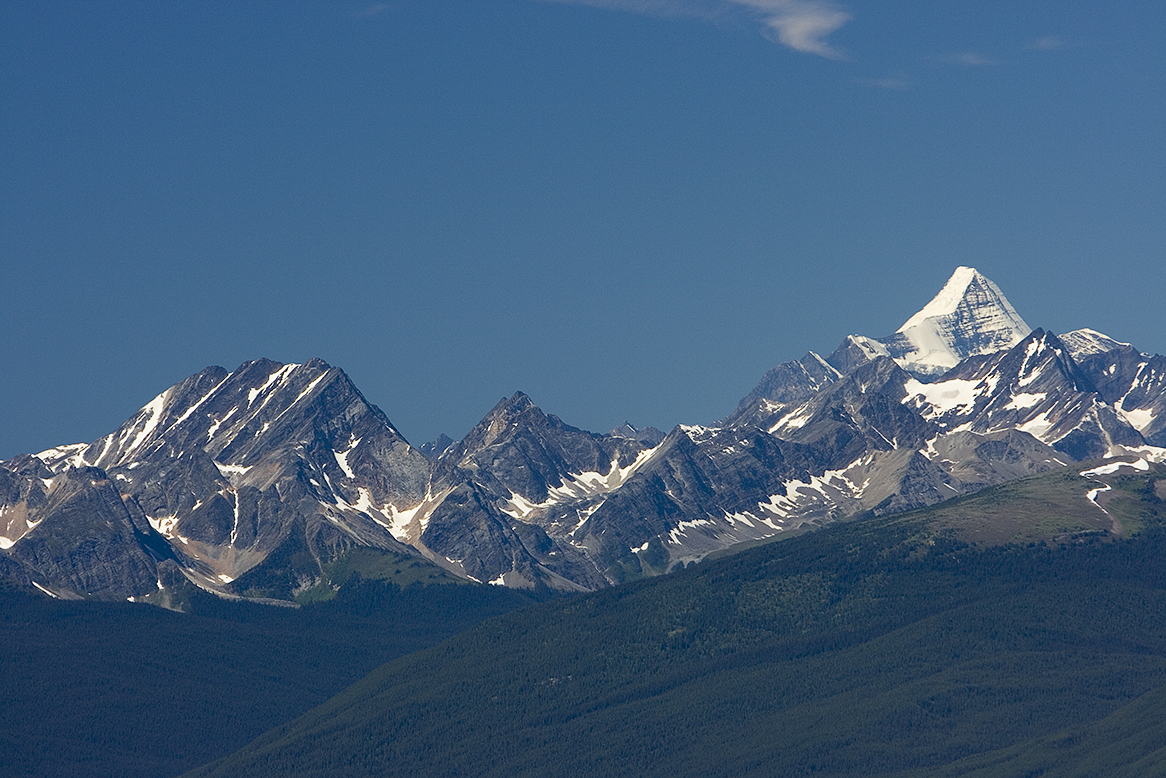
Вид с г. Уистлерс
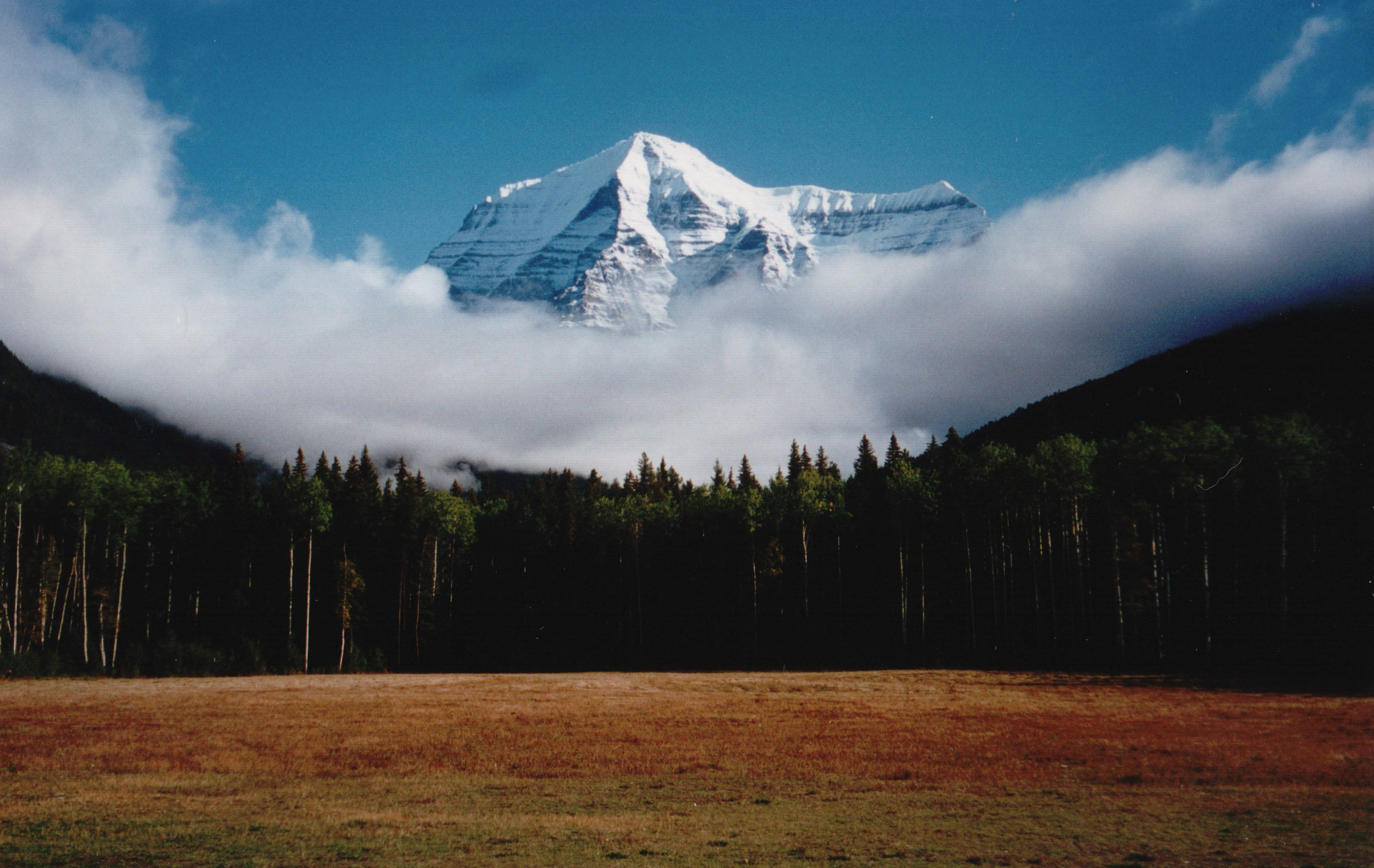
Г. Робсон (вид с юга)
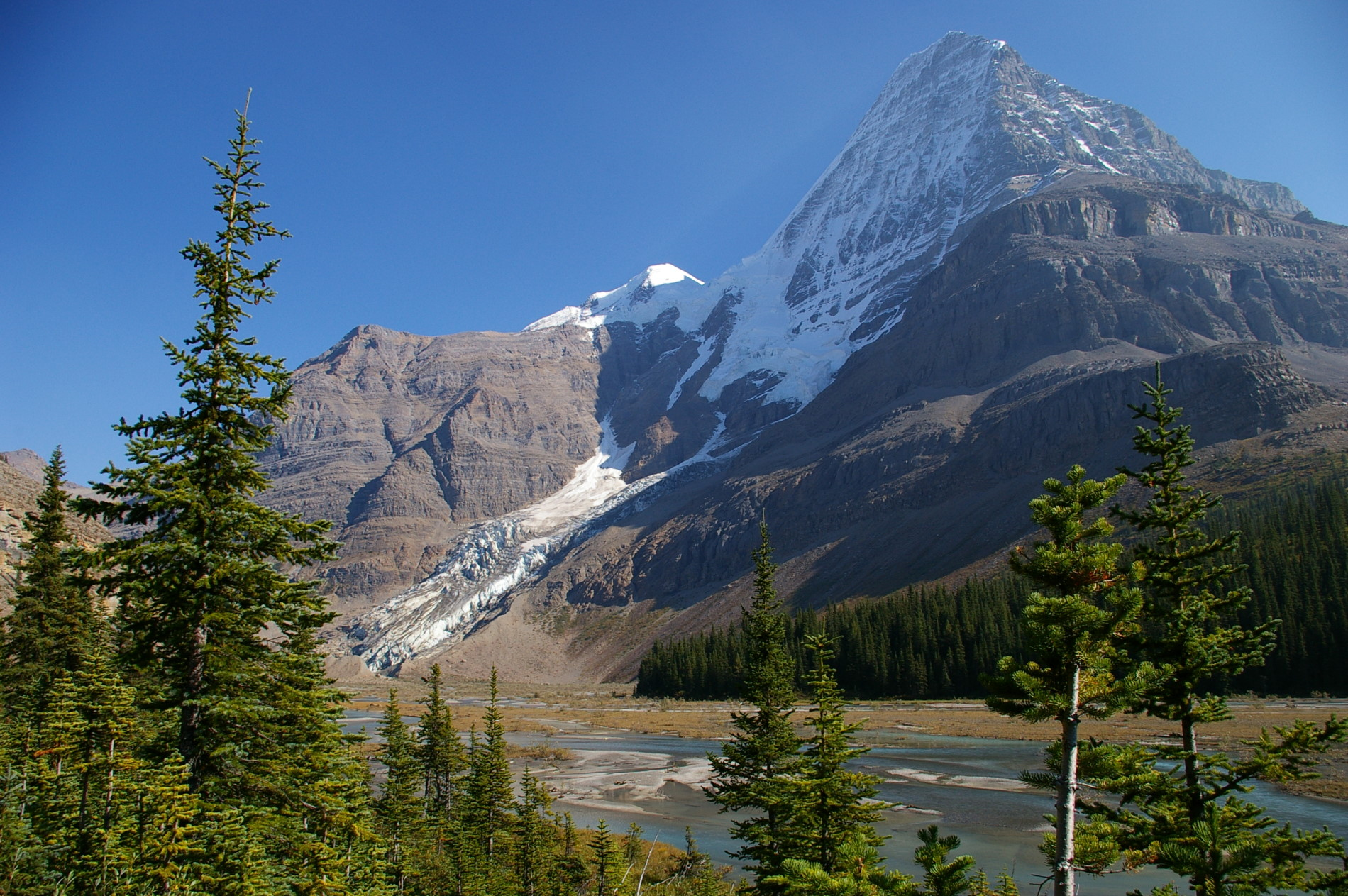
Г. Робсон
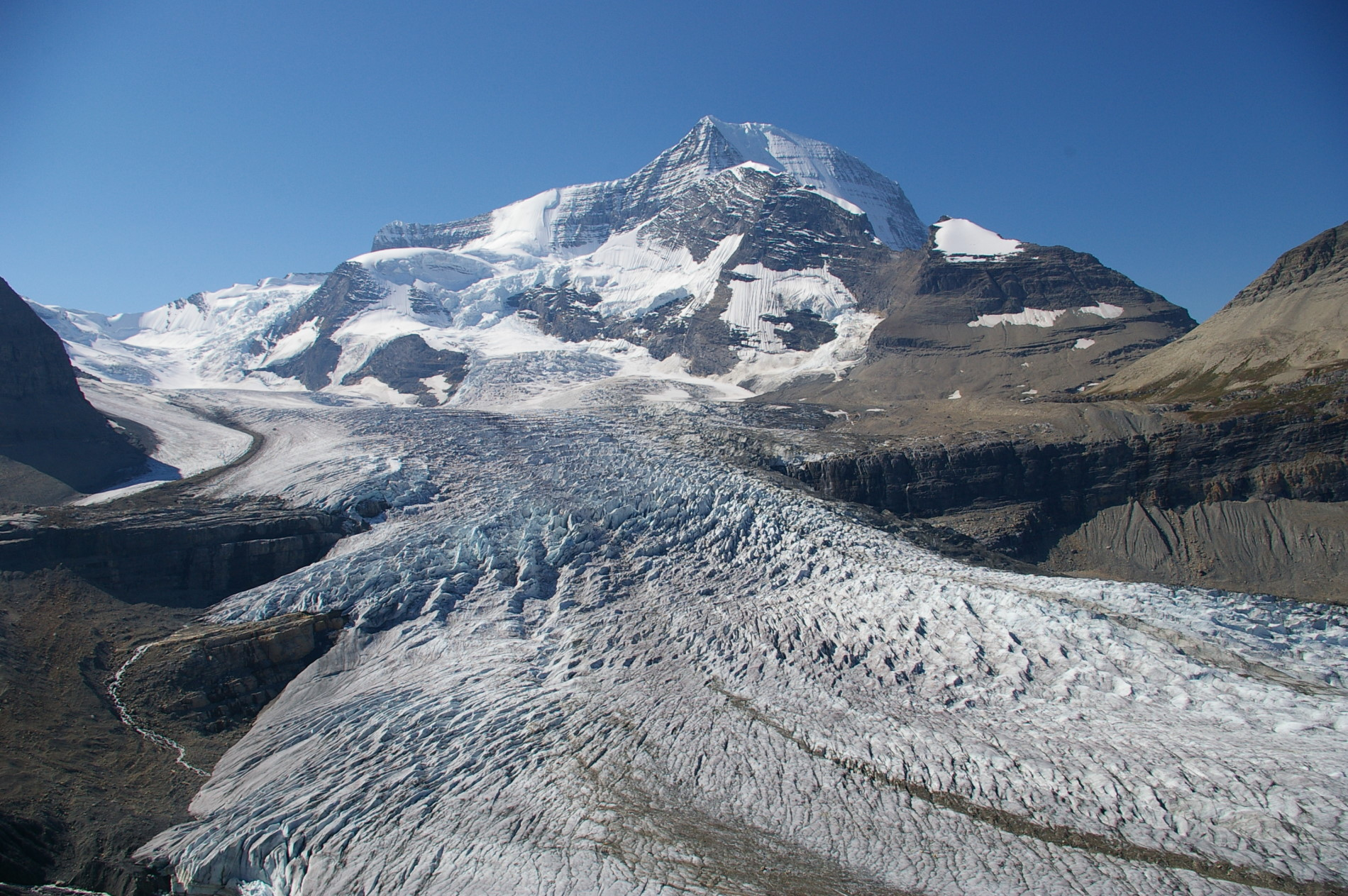
Г. Робсон и одноименный ледник
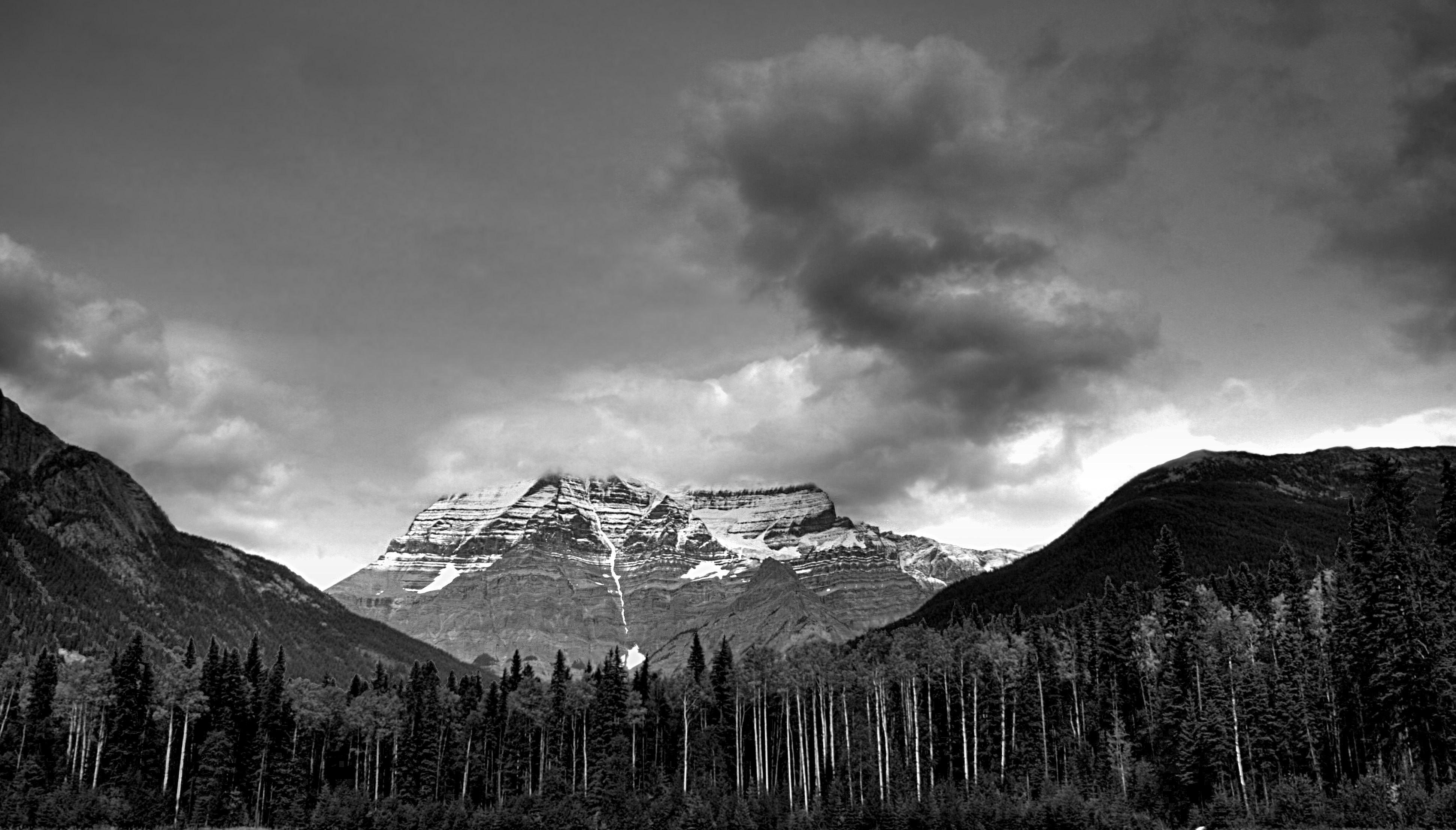
Г. Робсон (вид с шоссе Йеллоухид)